# Los hijos de la noche
Los hijos de la noche es una película hispano-italiana dirigida por Benito Perojo y Aldo Vergano en 1939. Está basada en la obra de teatro homónima de Leandro Navarro Benet y Adolfo Torrado de 1933. En Italia se tituló I figli della notte.

## Reparto
- Estrellita Castro como Inglesita.
- Miguel Ligero como Currichi.
- Julio Peña como Pirulí.
- Alberto Romea como Don Francisco.
- Hortensia Gelabert como Doña Irene.

## Argumento
En el Madrid de postguerra, un grupo de pícaros hambrientos se dispone a pasar en la calle las fiestas de Navidad, tras haber intentado sin éxito robar a un desafortunado la cantidad de cien pesetas para costearse el festín de Nochebuena. Se cruza en sus vidas Don Francisco, un anciano millonario y algo excéntrico que ha hecho su fortuna gracias a la asignación que su hermana Irene le transfiere periódicamente para mantener a sus tres hijos. Tres hijos que fueron inventados por Don Francisco. Ante la inminente visita de la hermana el millonario se hace con los servicios de tres de los pícaros, Inglesita, Pirulí y Currinchi para hacerlos pasar por sus vástagos. Si bien, en el caso, del tercero por equivocación, lo presenta como el profesor de los otros dos.

## Producción y estreno
La película fue grabada en los estudios de Cinecittà de Roma. También se grabó una versión en italiano (I figli della notte), dirigida por Aldo Vergano, con los mismos intérpretes.
Se estrenó en el cine Coliseum de Barcelona, el 30 de enero de 1940.